# Chotoonz TV
Chotoonz TV là kênh dành cho trẻ em, có trên YouTube và các nền tảng kỹ thuật số khác. Nội dung của kênh chủ yếu là phim hoạt hình hài kịch vui nhộn như "Rat A Tat và Cat & Keet", "The Toothfairies Magical", "Chai Chai" và "Những cuộc phiêu lưu của Tenali Raman". Kênh này thuộc sở hữu của Toonz Animation, được ra mắt vào ngày 30 tháng 10 năm 2013. Vào tháng 10 năm 2018, kênh có 4 triệu người đăng ký và 2 tỷ lượt xem.
Các kênh khác của Toonz Animation là Baby Toonz, BAAM Superheroes, Smighties, Chotoonz Wondergirl. Chotoonz TV cũng đã có phiên bản tiếng Thổ Nhĩ Kỳ và tiếng Tây Ban Nha.

## Nền tảng
Chotoonz TV có trên YouTube, Roku, Dailymotion, Amazon Prime và ReachmeTV.

## Giải thưởng
- Đạt nút bạc, nút vàng YouTube